# Manuel Rodellar i Borillo
Manuel Rodellar i Borillo (Barcelona, 6 d'abril de 1885–?, ?) va ser un carter, traductor i esperantista català.
Nascut el 6 d'abril de 1885. Va treballar com a carter i traductor, atès que coneixia un total de sis llengües, però també va exercir com a periodista i professor. Involucrat en el moviment esperantista des del 1908, va estar actiu primer a Barcelona, com a director de la Unió Esperantista, i després a Badalona, instal·lat a la Torre de l'Ou de Llefià a la dècada de 1930, va estar vinculat a la Unió de Propietaris del barri i del Centre Republicà de Foment i Cultura, del qual va ser president. Col·laborà també amb el setmanari El Clamor, on va publicar un curset d'esperanto. En l'àmbit nacional, va ser un dels fundadors de la Federació Esperantista de Catalunya i delegat per Badalona al XVI Congrés Català d'Esperanto i als XV Jocs Florals Internacionals, celebrats al Vendrell el 1933.